# Cnephasia tofina
Cnephasia tofina es una especie de polilla perteneciente al género Cnephasia, categorizada en la tribu Cnephasiini, de la subfamilia Tortricinae.

## Distribución
Se distribuye por Palestina.

## Taxonomía
Fue descrita por Meyrick en 1922 y publicada por primera vez en (Cnephasia), Exotic Microlepid. 2: 498.